# Придихальний голос
Придихальний голос, субтон (англ. murmured voice) — тип фонації, у якому через голосову щілину проходить більше повітря, ніж за звичайному голосі.
Звук [ɦ] (насправді не спірант) є голосним з придихальним голосом. Однак у деяких мовах (фінська тощо) відбувається зближення голосових складок, що робить його фрикативним.
У Міжнародному фонетичному алфавіті йому є символ " ̤ " .